# 피뢰기

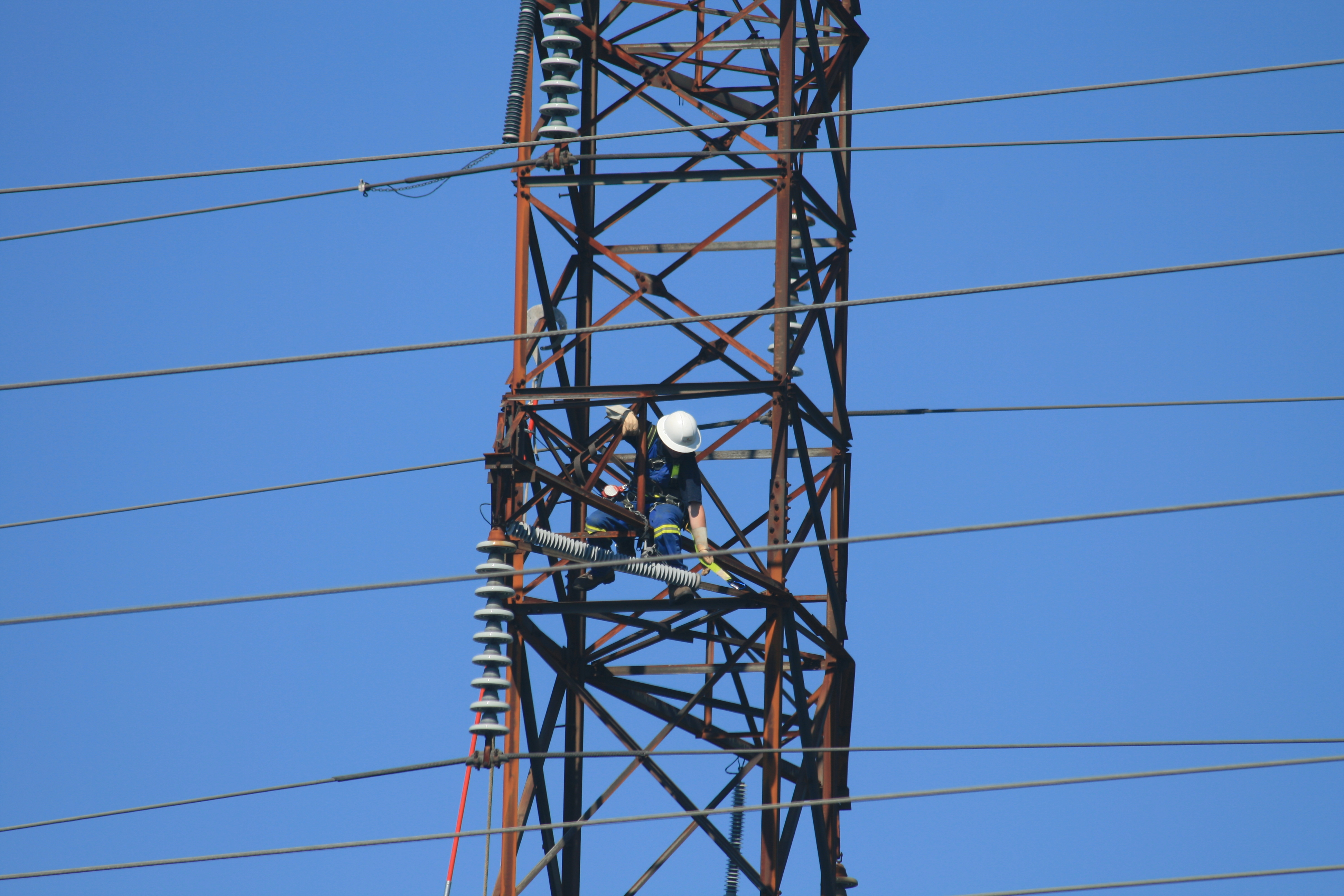

피뢰기(lightning arrester)는 전력 시스템에서 시스템의 절연이 번개로 인해 손상되지 않도록 보호하는 기구다. 산화금속 배리스터(Metal oxide varistors, MOVs)는 1970년대 중반부터 전력 시스템을 보호하기 위해 쓰였다. 전형적인 피뢰기는 고압 단자와 접지 단자가 있다. 뇌 서지(lightning surge)와 스위칭 서지가 전력 시스템에서 피뢰기로 이동하면, 서지 전류가 피보호 절연으로 흐르지 않고, 대지로 방전된다.

## 같이 보기
- 서지 보호기